# Арка на Лентул и Криспин
Арката на Лентул и Криспин (на латински: Arcus Lentuli et Crispini) е триумфална арка построена в началото на 1 век от новата ера в Рим.

## История
Травертиновата арка е построена през 2 година от новата ера от консулите Тит Квинкций Криспин Сулпициан и Луций Корнелий Лентул. Строителството вероятно е свързано с решението на Август да обнови и разшири системата от акведукти в Рим. Предположенията за принадлежността им към разширение на Аква Апия или Аква Марциа не могат да бъдат потвърдени със сигурност. Тази хипотеза се гради върху сходните надписи открити на тази арка и на Арката на Долабела и Силан. Посочва се и като възможност арката да представлява преустройство на Порта Тригемина, която имала три прохода. Ренесансовият историк Флавио Биондо, наблюдавал останките ѝ през средата на 15 век, използва множествено число като за няколко арки, което може да обоснове хипотеза за тройна арка.

## Местоположение
През Арката на Лентул и Криспин е минавал път разположен между Авентинския хълм и река Тибър. Точното ѝ местоположение е било около Порта Тригемина и църквата Санта Мария ин Космедин, малко по на юг от говеждия пазар.